# Borgomezzavalle
Borgomezzavalle es una comuna italiana perteneciente a la provincia de Verbano-Cusio-Ossola de la región de Piamonte.
El actual municipio fue fundado el 1 de enero de 2016 mediante la fusión de las hasta entonces comunas separadas de Seppiana (la actual capital municipal) y Viganella.
En 2022, el municipio tenía una población de 293 habitantes.
Comprende un conjunto de pequeñas localidades rurales ubicadas linealmente en torno al valle del torrente Ovesca, unos 5 km al suroeste de Domodossola.